# Centromerus serbicus
Espèce
Centromerus serbicus est une espèce d'araignées aranéomorphes de la famille des Linyphiidae.

## Distribution
Cette espèce est endémique de Serbie. Elle a été découverte dans la grotte Zlotska Pećina à Zlot.

## Description
Le mâle holotype mesure 1,80 mm et la femelle paratype 2,16 mm.

## Étymologie
Son nom d'espèce lui a été donné en référence au lieu de sa découverte, la Serbie.

## Publication originale
- Deltshev & Ćurčić, 2002 : A contribution to the study of the genus Centromerus Dahl (Araneae: Linyphiidae) in caves of the Balkan Peninsula. Revue suisse de Zoologie, vol. 109, no 1, p. 167-176 (texte intégral).